# Priepert
Priepert (pol. hist. Przypart) – gmina w Niemczech, w kraju związkowym Meklemburgia-Pomorze Przednie, w powiecie Mecklenburgische Seenplatte, wchodzi w skład Związku Gmin Mecklenburgische Kleinseenplatte.